# Língua wasu
A língua wasu é uma variação dialetal do goitacá, pertencente à família puri.